# Charles, Duce de Vendôme
Charles de Bourbon (2 iunie 1489– 25 martie 1537) a fost nobil francez, prince du sang și comandant militar la curtea regelui Francisc I al Franței. A fost bunicul patern al regelui Henric al IV-lea al Franței.

## Biografie
Charles s-a născut la castelul din Vendôme și a fost fiul cel mare al contelui François de Vendôme și a Mariei de Luxembourg.
Charles a succedat tatălui său în 1495. Primul serviciu militar al lui Charles a fost în Italia, sub Ludovic al XII-lea al Franței. Comitatul său a fost ridicat la rang de ducat în 1514. El a luptat în Bătălia de la Marignan și a participat la campania flamandă. Datorită loialității sale față de rege, a fost numit șeful consililui când Francisc I a fost capturat la Pavia.
La 18 mai 1513, el s-a căsătorit cu Françoise d'Alençon, fiica lui René, Duce de Alençon. Cuplul a avut 13 copii:
1. Louis de Bourbon (1514–1516), necăsătorit
2. Maria de Bourbon (1515–1538), necăsătorită, potențială mireasă pentru Iacob al V-lea al Scoției în 1536.
3. Marguerite de Bourbon (1516–1589), căsătorită în 1538 cu Francis I de Cleves, Duce de Nevers (1516–1561)
4. Antoine de Bourbon, Duce de Vendôme (1518–1562), va deveni rege al Navarei și va fi tatăl regelui Henric al IV-lea al Franței
5. François de Bourbon, Conte de Enghien (1519–1546), necăsătorit
6. Madeleine de Bourbon (1521–1561), stareță de Sainte-Croix de Poitiers, necăsătorită
7. Louis de Bourbon (1522–1525); a murit la 3 ani
8. Charles de Bourbon (1523–1590), arhiepiscop de Rouen, necăsătorit
9. Catherine de Bourbon (1525–1594), stareță de Soissons, necăsătorită
10. Renée de Bourbon  (1527–1583), stareță de Chelles, necăsătorită
11. Jean de Bourbon, Conte de Soissons și Enghien (1528–1557), căsătorit în 1557 cu verișoara primară Marie, Ducesă de Estouteville (1539–1601)
12. Louis de Bourbon, Prinț de Condé (7 mai 1530 – 13 martie 1569), căsătorit cu Eléonore de Roye
13. Léonore de Bourbon (1532–1611), stareță de Fontevraud, necăsătorită;

Morțile succesive ale verilor săi Charles IV, Duce de Alençon (1525) și Charles al III-lea, Duce de Bourbon (1527) l-au adus pe poziția a patra în ordinea de succesiune la tronul Franței, chiar în urma fiilor regelui. După decesul lui Constable de Bourbon în 1527 el a devenit șeful Casei de Bourbon.
Fiul său Antoine s-a căsătorit cu Jeanne d'Albret, regină a Navarei. Fiul lor va urca pe tronul Franței sub numele de Henric al IV-lea. Antoine și fratele său mai mic Louis au devenit lideri militari puternici.
Charles a murit la Amiens în 1537, la vârsta de 47 de ani.